# Emilio María Terán

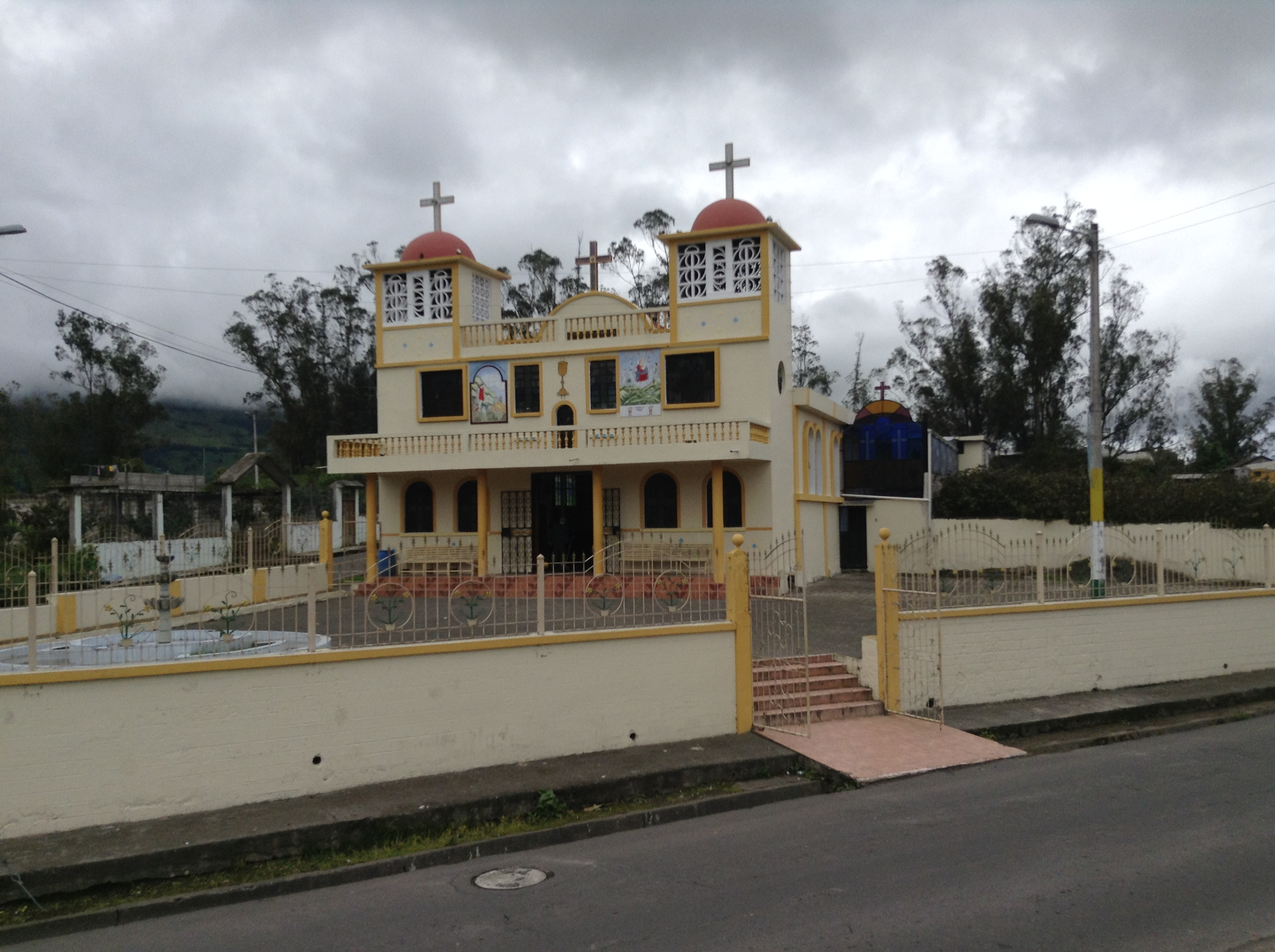
Kirche in Emilio María Terán

Emilio María Terán ist eine Ortschaft und eine Parroquia rural („ländliches Kirchspiel“) im Kanton Santiago de Píllaro der ecuadorianischen Provinz Tungurahua. Die Parroquia besitzt eine Fläche von 16,85 km². Die Einwohnerzahl lag im Jahr 2010 bei 1504. Die Parroquia wurde am 3. Mai 1937 gegründet. Namensgeber war Emilio María Terán (* 1863), ein Jurist und Künstler aus der Umgebung. Ursprünglich hieß der Ort Rumipamba.

## Lage
Die Parroquia Emilio María Terán liegt im Anden-Hochtal von Zentral-Ecuador im Nordosten der Provinz Tungurahua. Emilio María Terán liegt auf einer Höhe von 2680 m 6,5 km südsüdöstlich von Píllaro an der Westflanke der Cordillera Real. Im Südwesten reicht das Verwaltungsgebiet bis zum Río Patate.
Die Parroquia Emilio María Terán grenzt im Osten an die Parroquia Baquerizo Moreno, im Süden an die Parroquias Los Andes (Kanton Patate), im Südwesten an die Parroquia Chiquicha (Kanton San Pedro de Pelileo), im Westen an die Parroquia Izamba (Kanton Ambato), im Nordwesten an die Parroquia San Miguelito sowie im Nordosten an die Parroquia Marcos Espinel.